# San Marcopas

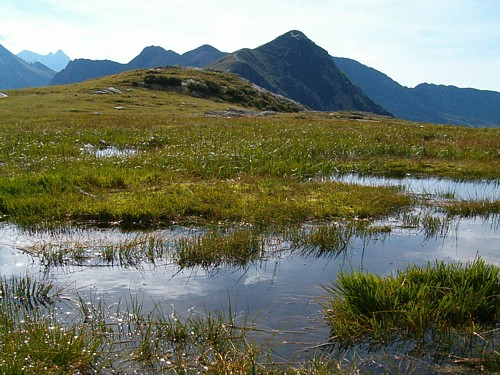
Op de pashoogte van de San Marcopas

De San Marcopas (Italiaans: Passo San Marco) vormt in Italië de verbinding tussen Valtellina en Valle Brembana. Op de pashoogte loopt de  grens tussen de provincies Sondrio en Bergamo. Het is de enige bergpas over de Orobische Alpen. Over het traject werd al in de 15e eeuw een weg gelegd door de Venetianen: de Via Priula. De San Marcopas is 's winters vanwege sneeuwval afgesloten voor verkeer. In Valle Brembana is de roep groot om een tunnel onder de pas om het gebied uit zijn isolement te halen.
Vanuit het noorden begint de route op het Piazza Sant'Antonio in Morbegno. De weg begint meteen met haarspeldbochten over beboste hellingen. Als de weg het zijdal Valle del Bitto indraait wordt deze vlakker. Hier liggen drie kleine bergdorpen op een steenworp afstand van elkaar. Het grootste is Albaredo. Bij dit dorp liggen nog originele stukken van de Via Priula. De verdere tocht naar de pashoogte gaat met ruime bochten, licht stijgend door Valle del Bitto. De laatste 16 kilometers voert door nagenoeg onbewoond gebied.
De pashoogte ligt net boven de boomgrens, ingeklemd tussen de bergen Monte Verrobbio (2139 m) en Monte Azzarini (2431 m). De Orobische Alpen zijn een geliefd wandelgebied en deze pas behoort tot de populairste startpunten. De Venetianen hebben behalve een weg destijds ook een rifugio gebouwd, Cà San Marco. Nu is het de oudste berghut ter wereld. Het bouwwerk ligt op 1836 meter hoogte aan de zuidzijde van de pas.
De zuidzijde van de pas is iets steiler, de weg is even goed als aan de Valtellinese kant. Na 16 kilometer komt men weer in een dorp van enige omvang; Olmo al Brembo.

## Wielrennen
De San Marcopas is vier keer opgenomen geweest in het parcours van wielerkoers Ronde van Italië. Als eerste werd de top gepasseerd door:
- 1986 :  Pedro Muñoz
- 1987 :  Johan van der Velde
- 1988 :  Tony Rominger
- 2007 :  Fortunato Baliani